# 裹蒸粽

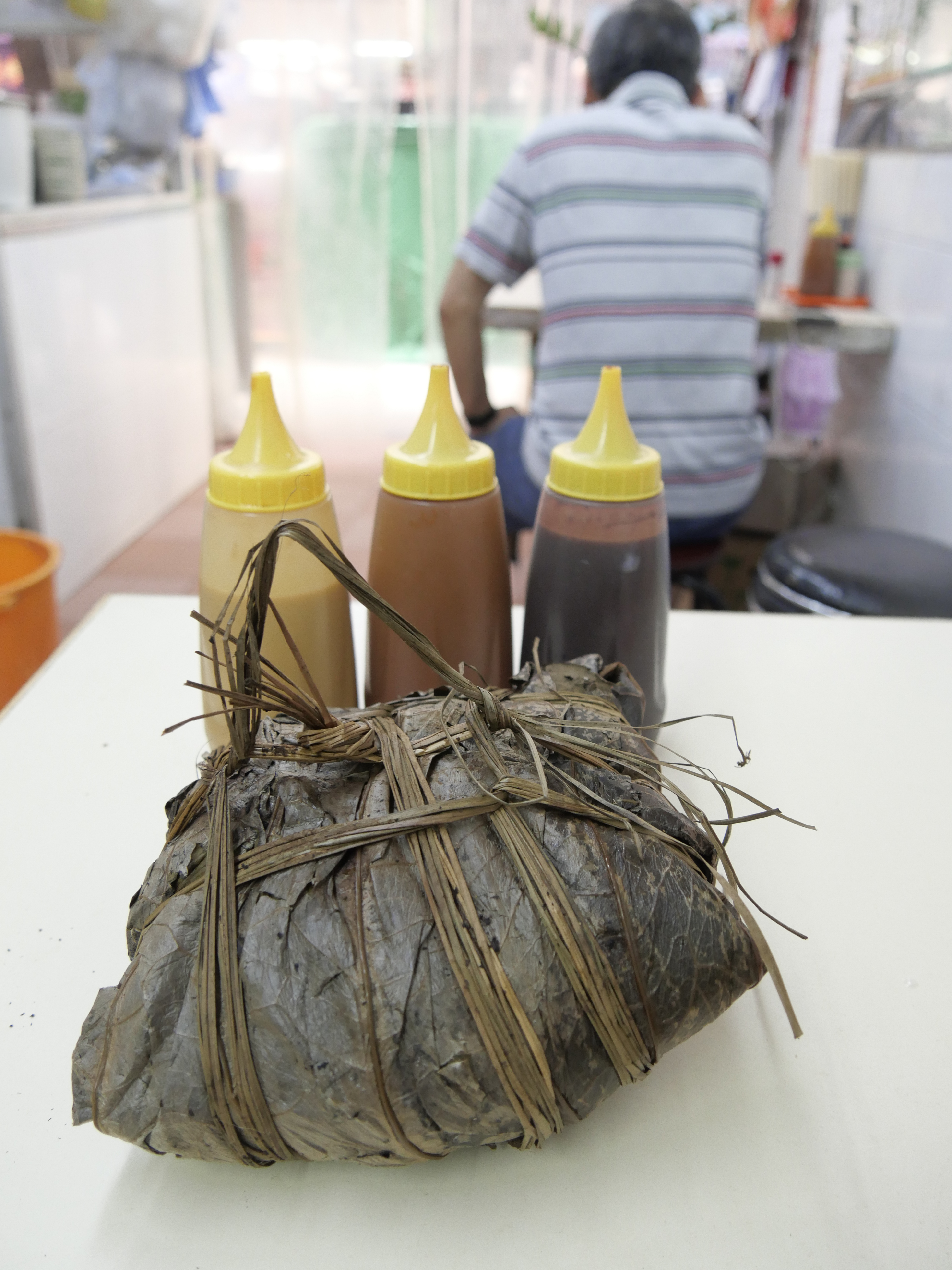
裹蒸粽

裹蒸粽是粽的一种，為中國廣東省肇慶市的食品。在肇慶多用冬葉来包裹，以水草扎成埃及金字塔的外形。裹蒸粽的體積較其他粽大，材料也較豐富，常用的材料包括糯米、綠豆、五香半肥瘦豬肉。由於體積較大，一般需要在熱水中煲8小时以上。
現在的裹蒸粽品种繁多，因应不同人士之所好，餡料包括五香肥肉、鹹蛋黃、燒雞、燒鴨、叉燒等。